# Astyanax endy
Astyanax endy är en fiskart som beskrevs av Mirande, Aguilera och Maria De Las Mercedes Azpelicueta 2006. Astyanax endy ingår i släktet Astyanax och familjen Characidae. Inga underarter finns listade.